# Gare de Sidi Abid
La gare de Sidi Abid est une gare ferroviaire algérienne située sur le territoire de la commune de Sidi Abdelmoumen, dans la wilaya de Mascara.

## Situation ferroviaire
La gare se situe sur la ligne de Mohammadia à Mostaganem, où elle est précédée de la gare de Mohammadia et suivie de celle de Sidi Benzerga.
| \| Sidi Abid Oggaz Mohammadia Zahana Mostaganem Mascara \| Localisation de la gare de Sidi Abid dans la wilaya de Mascara. |
| Sidi Abid Oggaz Mohammadia Zahana Mostaganem Mascara                                                                       |

## Histoire
Lors de la colonisation, la gare portait le nom de gare de la Ferme Blanche.
Située à une altitude de 19,85 m, la gare est mise en service en 1879 lors de l'ouverture de l'ancienne ligne à voie étroite de 1 055 mm d'Arzew à Saïda où, située au point kilométrique (PK) 80,100, elle était précédée de la gare de Debrousseville (actuelle gare de Sidi Benzerga) et suivie de l'ancienne gare de Perrégaux-État,,.

## Service des voyageurs

### Dessertes
La gare de Sidi Abid est desservie par les trains régionaux de la liaison Mohammadia - Mostaganem.